# Tombe de Cerbère
 (octobre 2023).
Si vous disposez d'ouvrages ou d'articles de référence ou si vous connaissez des sites web de qualité traitant du thème abordé ici, merci de compléter l'article en donnant les références utiles à sa vérifiabilité et en les liant à la section « Notes et références ».
 (octobre 2023).
La tombe de Cerbère est une découverte archéologique majeure qui enrichit notre compréhension de l'histoire et de la mythologie de l'Antiquité romaine en Italie[source secondaire nécessaire][Interprétation personnelle ?]. Elle témoigne de la richesse artistique et culturelle de l'époque et incite à poursuivre les recherches pour en apprendre davantage sur son propriétaire et son contexte historique. La découverte de la tombe de Cerbère offre un aperçu précieux des croyances et des pratiques funéraires de l'époque romaine en Italie. Elle met en lumière l'importance de la préservation archéologique pour la compréhension de notre héritage culturel[source secondaire nécessaire]. Mariano Nuzzo, surintendant de l'archéologie, des beaux-arts et du paysage pour la région métropolitaine de Naples, souligne que cette découverte est un privilège qui restitue des vestiges significatifs de l'histoire de Giugliano, à préserver et à protéger[réf. nécessaire].
La tombe date d'environ 2 000 ans, entre la fin de la république et de début de l'empire.

## Contexte de la découverte
La découverte de la tombe de Cerbère a eu lieu à Giugliano, en Campanie, Italie, lors de travaux d'infrastructure visant à améliorer le système d'approvisionnement en eau[Quand ?]. Cette région, densément peuplée de diverses sépultures, abrite des rites funéraires variés, allant de l'inhumation à la crémation, datant de l'époque de la République romaine (509 av. J.-C. à 27 av. J.-C.) à l'époque impériale romaine (27 av. J.-C. à 476 ap. J.-C.).

## La Tombe de Cerbère
Ce qui était initialement considéré comme la limite d'une nécropole s'est avéré être une façade de tombe "monumentale", encore scellée par la dalle de tuf d'origine[réf. nécessaire]. À l'intérieur de cette tombe, les archéologues ont découvert une grande chambre ornée de fresques sur ses murs et son plafond, dont l'une représente la créature mythologique à trois têtes, Cerbère[réf. nécessaire].

## Cerbère: le gardien tricéphale des Enfers
La fresque de Cerbère dans la tombe de Cerbère dépeint cette créature mythologique debout entre un homme nu, probablement Héraclès (ou Hercule pour les Romains), et le dieu messager Hermès. Cette scène semble représenter le dernier des douze travaux d'Héraclès, qui consistait à capturer le gardien des Enfers. L'importance de cette fresque réside dans son réalisme et sa beauté, témoignant des compétences artistiques de l'époque[réf. nécessaire].

## Autres éléments mythologiques
Outre la fresque de Cerbère, la tombe renferme également des représentations d'ichtyocentaures, des créatures hybrides mêlant des traits humains et équins avec une queue de poisson. Ces figures pourraient symboliser Aphros et Bythos, divinités associées à l'océan et à ses mystères. En outre, la présence d'érotes ailés, semblables à Cupidon, renforce la dimension mythologique de la tombe. Ces petits dieux étaient associés à l'amour et aux rapports sexuels.

## Sources
- Maxisciences : https://www.maxisciences.com/sciences/archeologie/que-sait-on-de-la-tombe-de-cerbere-cette-mysterieuse-sepulture-decouverte-en-italie_art49488.html
- Science et Vie : https://www.science-et-vie.com/science-et-culture/une-tombe-millenaire-et-ses-fresques-mythologiques-vieilles-de-2-200-ans-decouvertes-pres-de-naples-115821.html
- Euronews : https://fr.euronews.com/culture/2023/10/12/une-chambre-surnommee-la-tombe-de-cerbere-vieille-de-2-000-ans-decouverte-en-italie